# Filipa Melo
Filipa Melo (Cuíto, 1972) é uma escritora, crítica literária e jornalista portuguesa. Atualmente, assina crítica literária nas revistas Sábado e Ler, orienta formações e tutorias em escrita de ficção e é responsável pela comunicação das coleções Ensaios e Retratos da Fundação Francisco Manuel dos Santos. Desde 2017, coordena e ministra a primeira pós-graduação portuguesa em Escrita de Ficção, na Universidade Lusófona, em Lisboa. Desde 2019, coordena as Residências Internacionais de Escrita Fundação Dom Luís I. Prepara atualmente uma biografia de Amália Rodrigues, para a editora Contraponto.
Começou a trabalhar como jornalista em 1990. Colaborou com diversas publicações, como Visão, Expresso, Grande Reportagem, Ler, Público (foi responsável pela edição do suplemento Mil Folhas, no ano de lançamento, 2001) e O Independente, e na televisão, como jornalista, crítica e editora. Integrou o Conselho Deontológico e a Direção do Sindicato de Jornalistas. Em 2013, assinou a autoria e apresentação do programa Nós e os Clássicos, na SIC Notícias. Em 2015, reformulou o conceito editorial e dirigiu a revista Epicur. Estreou-se na ficção com o romance Este é o meu corpo, em 2001, também publicado na Espanha, França, Itália, Polônia, Croácia, Brasil e Eslovênia. Em 2015, publicou o livro de reportagem Os Últimos Marinheiros. Em 2017, publicou Dicionário Sentimental do Adultério (Quetzal, não-ficção).

## Obras publicadas
- 2001 - Este é o meu corpo (Sextante) - Romance
- 2015 -Os Últimos Marinheiros (Fundação Francisco Manuel dos Santos)- Reportagem
- 2017 - Dicionário Sentimental do Adultério (Quetzal) - Não-ficção